# Santa Maria di Castellabate
Santa Maria di Castellabate ('A Marina in dialetto cilentano) è la maggiore frazione del comune di Castellabate, in provincia di Salerno, ed è la sua sede comunale. È sede dell'area marina protetta Santa Maria di Castellabate.

## Geografia fisica

### Territorio

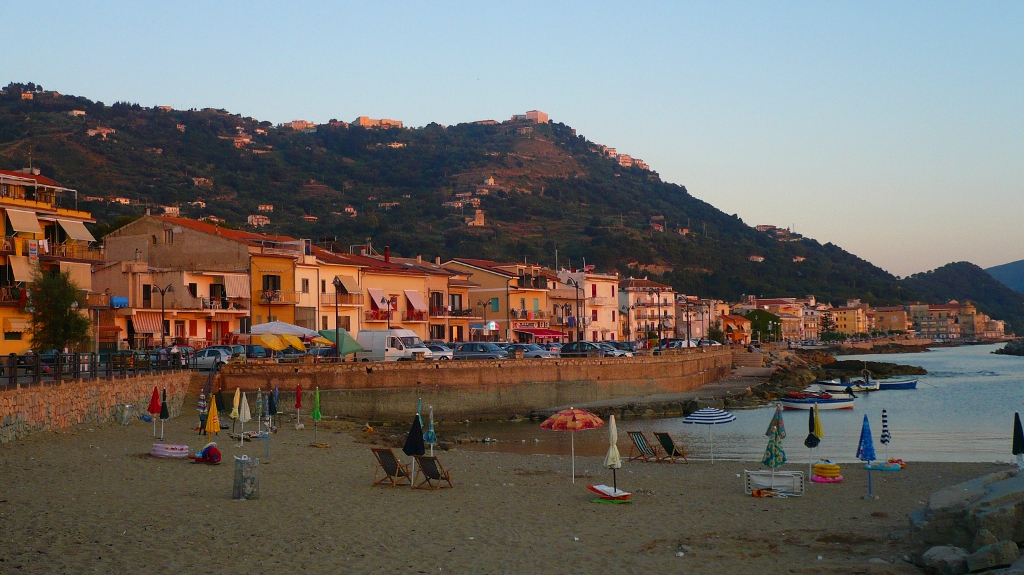
La costa di Santa Maria vista dal lungomare Pepi

Il paese si estende prevalentemente lungo la costa del mar Tirreno, in cui degrada lievemente, tra Lago e San Marco, alle pendici di colle Sant'Angelo, dove sorge Castellabate. Il suo territorio rientra completamente nel perimetro del parco nazionale del Cilento, Vallo di Diano e Alburni e la sede della riserva marina di Castellabate istituita nel 2009: l'area marina protetta Santa Maria di Castellabate. Dal comune capoluogo dista circa 3 km, 12 km da Agropoli e circa 60 km da Salerno

### Clima
La zona, data la sua posizione geografica sulla costa tirrenica, è contraddistinta da un clima mediterraneo, con estati calde, inverni miti e tante giornate di sole. Le temperature medie del mese più freddo, gennaio, vanno da una minima di 4 °C a una massima di 12 °C, mentre in luglio e agosto si passa dai 18 °C ai 29 °C. Il clima temperato è favorito anche dalla protezione dell'Appennino campano che ripara la zona dai venti freddi in inverno. Le precipitazioni, molto scarse nei mesi estivi, toccano il picco massimo in dicembre, quando piove in media un giorno ogni due.
La stazione meteorologica più vicina è quella di Casal Velino. In base alla media trentennale di riferimento 1961-1990, la temperatura media del mese più freddo, gennaio, si attesta a +8,7 °C; quella del mese più caldo, agosto, è di +25,7 °C.
| Castellabate       | Mesi | Mesi | Mesi | Mesi | Mesi | Mesi | Mesi | Mesi | Mesi | Mesi | Mesi | Mesi | Stagioni | Stagioni | Stagioni | Stagioni | Anno |
| Castellabate       | Gen  | Feb  | Mar  | Apr  | Mag  | Giu  | Lug  | Ago  | Set  | Ott  | Nov  | Dic  | Inv      | Pri      | Est      | Aut      | Anno |
| ------------------ | ---- | ---- | ---- | ---- | ---- | ---- | ---- | ---- | ---- | ---- | ---- | ---- | -------- | -------- | -------- | -------- | ---- |
| T. max. media (°C) | 11,9 | 12,6 | 15,3 | 18,6 | 22,9 | 27,0 | 30,2 | 30,7 | 27,0 | 22,3 | 16,8 | 13,7 | 12,7     | 18,9     | 29,3     | 22,0     | 20,8 |
| T. min. media (°C) | 5,6  | 5,9  | 7,8  | 10,5 | 13,9 | 17,6 | 20,2 | 20,6 | 17,6 | 14,2 | 10,3 | 7,5  | 6,3      | 10,7     | 19,5     | 14,0     | 12,6 |

- Classificazione climatica: zona C, 1088 GG

## Storia

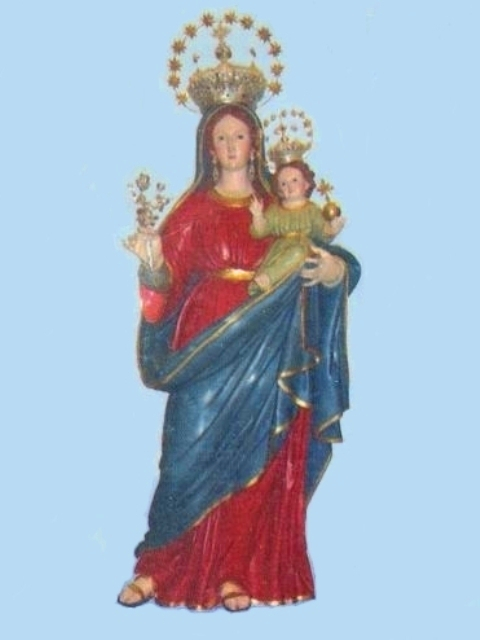
La statua in metallo colorata di Maria Santissima a Mare con il Bambino Gesù, emblema cattolico della frazione castellabatese.

La storia del paese ripercorre marcatamente le vicende che hanno riguardato Castellabate, in quanto il territorio era alle strette dipendenze degli amministratori del Castello dell'Abate.
La zona di Santa Maria, anche prima della fondazione di Castellabate, era dedita esclusivamente ai traffici commerciali, che riguardavano le merci (paglia e farina) sbarcate dal porto "Travierso" o "delle Gatte" a via Pagliarola, dove si trovavano gli edifici storici, il vecchio forno e la cappella della confraternita dei Frati minori. Nel 1767, quando il feudo passò dal marchese di Castellabate Parise Granito al figlio Angelo, si hanno le prime notizie su questo villaggio di pescatori, che si è sviluppato intorno al suo centro storico, da cui prendeva anche il nome di "Isca delle Chitarre". La località era conosciuta anche come "Castellabate Marina" o "Castellabate Inferiore", prima di assumere il toponimo definitivo dal nome della chiesa eretta in loco.
Nel settembre del 1943, durante la seconda guerra mondiale, come gran parte della costa salernitana, fu teatro del cosiddetto sbarco di Salerno ovvero dell'sbarco a Salerno: le truppe degli alleati dopo il loro sbarco sulle spiagge sabbiose occuparono Santa Maria per diversi giorni prima di avanzare verso Roma.
Il periodo post bellico è caratterizzato dalla battaglia tra i cittadini del colle (Castellabate paese) e quella della marina (Santa Maria), che contendevano ai primi la sede comunale. La marina negli anni era cresciuta demograficamente molto di più del capoluogo ed era anche più facilmente raggiungibile dalle altre frazioni, e per tali motivi aspirava ad ospitare la nuova sede del municipio del comune. L'apice degli scontri si ebbe il 30 luglio 1946, quando furono trasferiti la maggior parte degli uffici municipali da Castellabate a Santa Maria. Lo strappo tra le due località fu tale che negli anni sessanta venne presentata più volte la richiesta (sempre respinta) di costituire il comune autonomo di Santa Maria. Negli anni settanta il paese è teatro di una profonda trasformazione urbana, che lo tramutò da territorio agricolo e dedito alla pesca a centro turistico balneare, con la costruzione di alberghi, residence e seconde case estive.

## Monumenti e luoghi d'interesse

### Architetture religiose

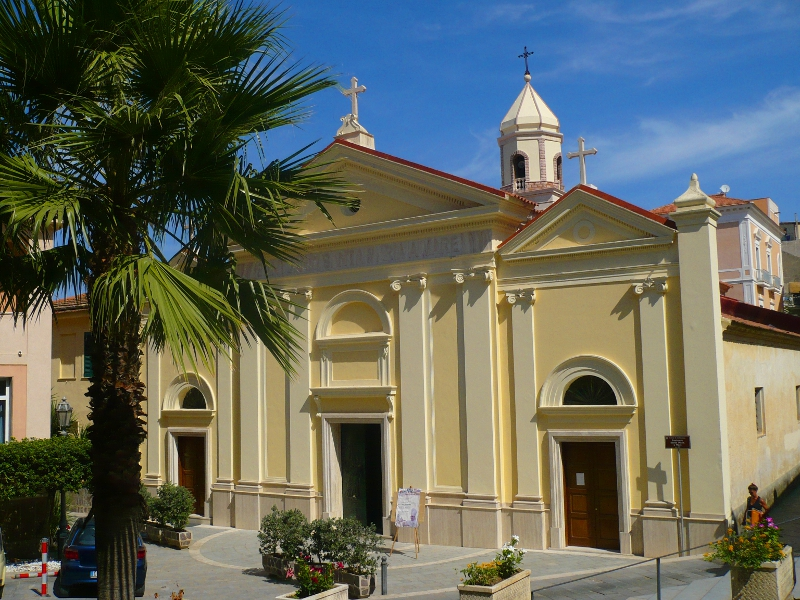
Facciata del santuario di Santa Maria a mare

- Santuario di Santa Maria a Mare, composto da tre grandi navate e un campanile a base esagonale, è stato edificato nel 1836 su una cappella già esistente nel XII secolo nei pressi della spiaggia di Marina Piccola. La scelta di dedicare il tempio di culto a Santa Maria a Mare è dovuto alle numerose famiglie giunte da Maiori con l'emigrazione del XVIII secolo, molto devote alla Madonna del loro paese natio. Nel 1911 la Chiesa venne riconosciuta parrocchia autonoma rispetto a quella di Castellabate. Nel 1985, a causa dei danni del sisma del 1980 alla struttura già fatiscente, la chiesa fu chiusa al culto per motivi di restauro fino al 4 giugno 1990. Nel 2007 la chiesa di Santa Maria a Mare è stata elevata a santuario[6].
- Cappella di Santa Sofia

### Architetture civili
- Villa Matarazzo, l'ottocentesca villa Matarazzo era la residenza estiva del conte Francesco Matarazzo, emigrato nel 1881 in Brasile (a Sorocaba) in cui divenne uno degli industriali più importanti del mondo[7]. La villa, che si estende tra corso Matarazzo, piazza Matarazzo e il lungomare, è ricca di verde e di campi che, un tempo ospitavano l'esteso vigneto di famiglia. I Matarazzo vi si recavano puntualmente in ogni estate, per un periodo di riposo. Il suo ampio terrazzo offre una veduta del mare e dell'intera tenuta. Al suo interno è collocata la statua di bronzo a mezzo busto raffigurante Costabile Matarazzo, figlio del conte Francesco, le numerose cartine geografiche usate da quest'ultimo nei suoi tanti viaggi, oltre ai saloni e alle vecchie stalle dei cavalli. Quando i Matarazzo nei primi giorni di agosto venivano in paese, la cittadinanza si recava a riceverli con i dovuti onori. Appena l'auto arrivava nel paese la banda locale attaccava l'inno di saluto (marcia reale) che la marina di Castellabate porgeva al suo benefattore. Villa Matarazzo è una sede di proprietà del parco nazionale del Cilento, Vallo di Diano e Alburni e ospita la mostra permanente "Mare Antico" e la biblioteca del calcio Andrea Fortunato. Nel mese estivo si trasforma in un vero e proprio salotto della cultura ospitando iniziative quali "Libri meridionali, Vetrina dell'editoria del Sud" e il premio Leucosia, oltre a svariati spettacoli musicali e teatrali[8].

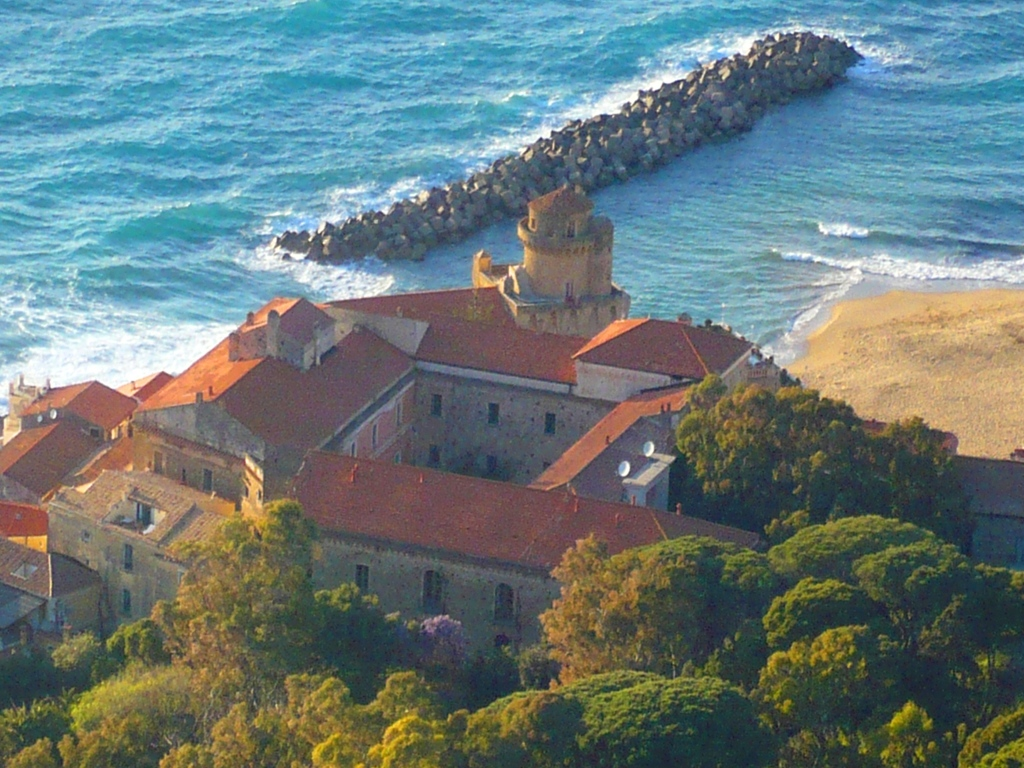
Il Palazzo Belmonte fotografato da Castellabate

- Palazzo Belmonte, è una struttura nobiliare con un grande parco situata a Santa Maria che i marchesi Granito fecero costruire nel 1733 accorpando edifici preesistenti. Questo palazzo, nato inizialmente come casino di caccia secondo lo stile degli architetti spagnoli al servizio dei Borbone di Napoli, ospita i principi Granito Pignataro di Belmonte[9].

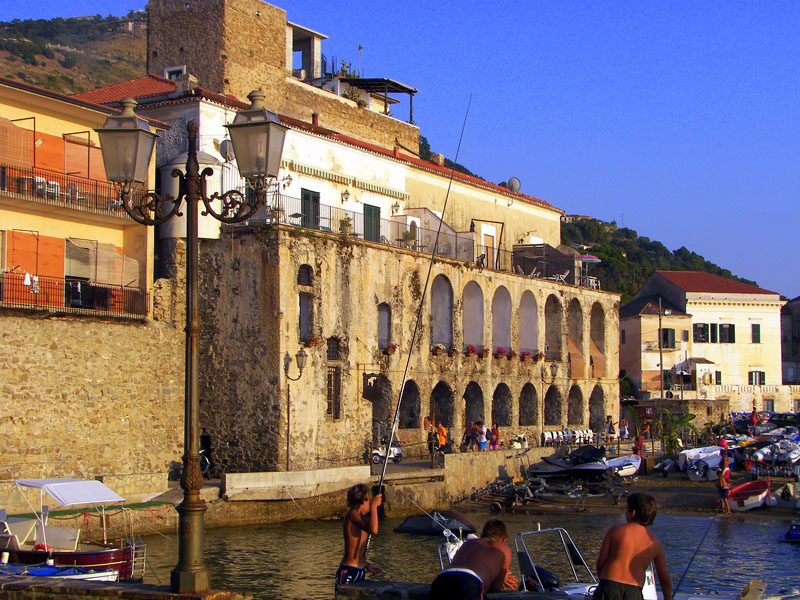
Il porticciolo chiamato

- Porto delle Gatte, il porticciolo "Travierso" detto anche "porto delle Gatte" (trasmutazione da "porticati", anche se, secondo alcuni l'origine del nome è dovuta ai pescatori, in quanto i porticati illuminati dalle candele, visti dal mare durante la notte, sembrano appunto occhi di gatto) è una struttura portuale del XII secolo che comprende una costruzione ad archi voluta dall'abate Simeone. All'interno degli archi vi erano una sorta di magazzini utili per conservare le numerose merci cilentane (cereali, vino e olio d'oliva) che venivano scambiate specialmente con Cava de' Tirreni e Napoli. Negli anni i locali all'interno delle arcate hanno cambiato più volte destinazione d'uso: da luoghi dove i pescatori della zona custodivano le loro reti e le attrezzature per la pesca si è passati a locali per uso commerciale. Il piccolo specchio d'acqua, riparato da scogli naturali e da massi di cemento, accoglie piccole imbarcazioni da diporto specialmente nel periodo estivo e i gozzi usati per le attività di pesca. Si tratta di una struttura portuale molto caratteristica e ben conservata.

### Architetture militari

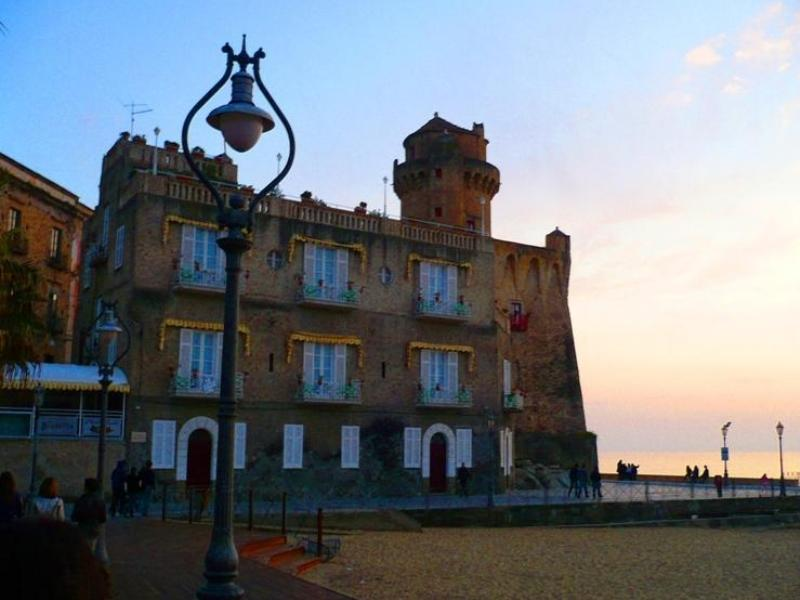
Il palazzo Perrotti e la torre Pagliarola

- Torre Pagliarola, sono svariate le torri costiere dislocate su tutto il territorio che fanno parte del sistema difensivo predisposto a Castellabate per avvistare le imbarcazioni saracene che si avvicinavano alla costa con l'intento di depredarla o conquistarla e offrire alle popolazioni locali così una prima difesa dai possibili invasori. La torre meglio conservata è quella normanno-aragonese della Pagliarola (o come meglio conosciuta in loco torre Perrotti), che accorpata al palazzo dei baroni Perrotti domina la Marina Piccola di S.Maria. L'origine viene fatta risalire nell'epoca medievale, ma è stata ulteriormente potenziata negli anni 1570-71. Questa opera aveva anche l'importante compito di difendere i fiorenti scambi commerciali che avvenivano in via Pagliarola grazie alla presenza del porticciolo "Travierso", meglio conosciuto come "Porto delle Gatte"[10].

### Aree naturali

#### La costa e l'area marina

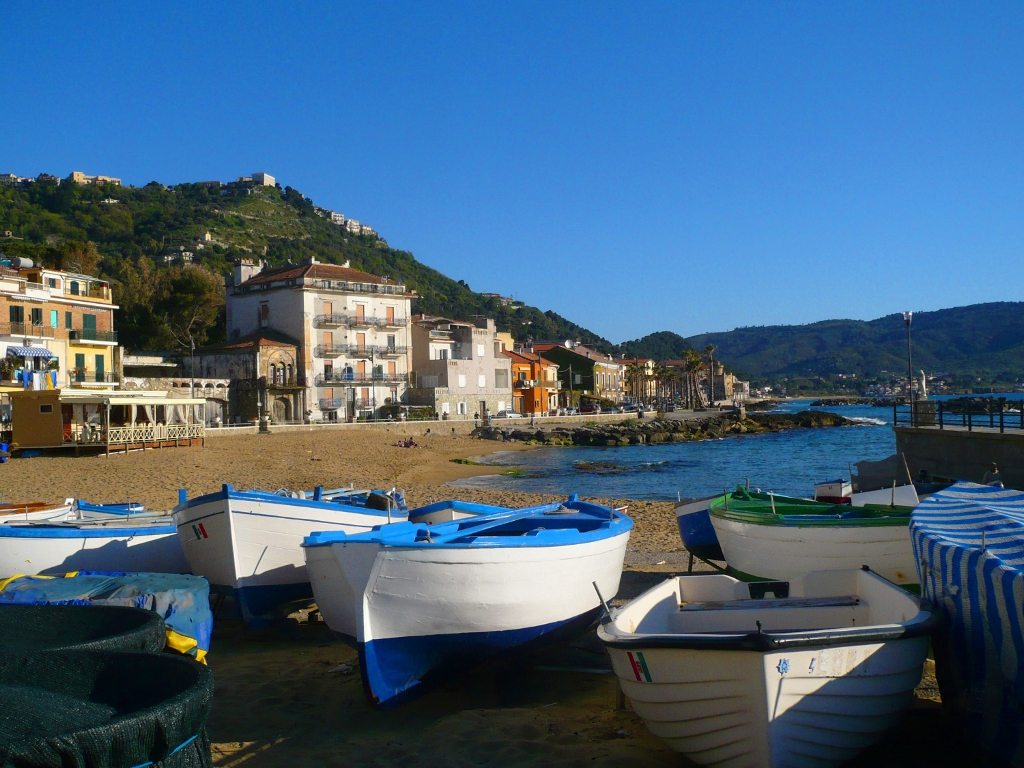
Spiaggia dello Scario

Santa Maria è una frazione che si estende quasi prevalentemente lungo il mare, con una costa molto variegata e frastagliata, dove si alternano marine di scogli, baie, calette naturali e dorate spiagge. Il suo ecosistema marino è tutelato dell'istituzione nel 2009 dell'area marina protetta di Castellabate, che porta il nome della sua frazione principale: l'area marina protetta Santa Maria di Castellabate, che si estende dal Sauco alla punta di Ogliastro Marina. Le spiagge sabbiose principali sono: quella del Pozzillo, di Marina Piccola e quella di Punta dell'Inferno o dello Scario. La località cilentana è caratterizza inoltre da diversi chilometri di lungomari (Perrotti, De Simone, Pepi e Bracale) che fiancheggiano la costa e la collegano con le altre frazioni vicine.

### Altro

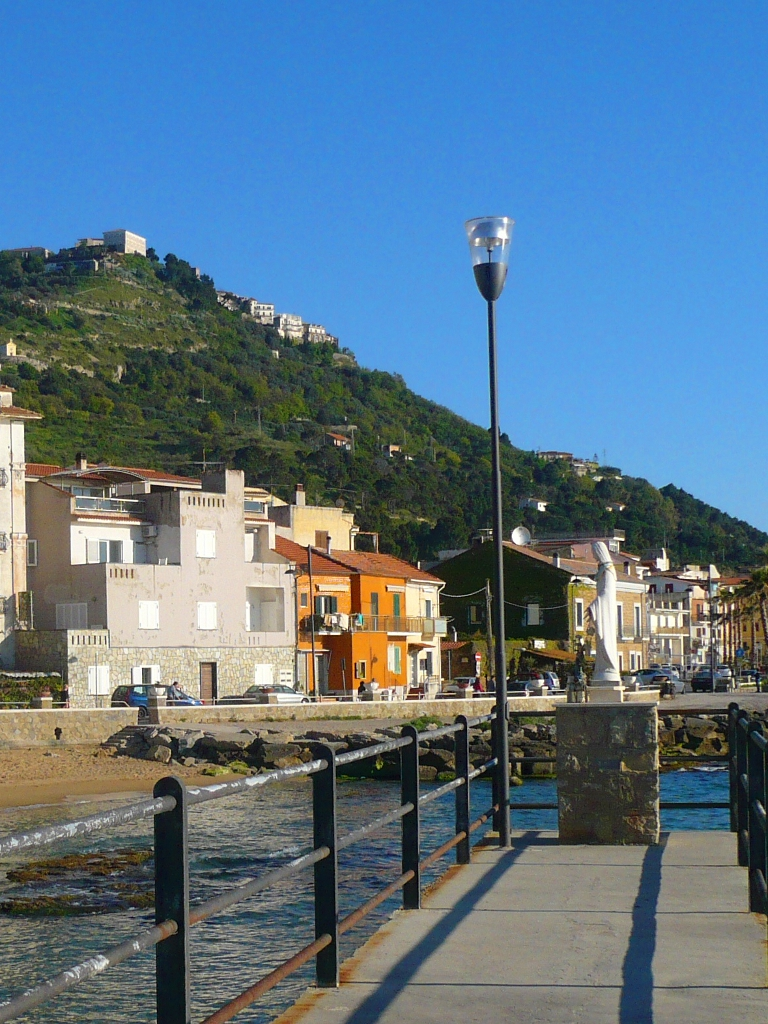
Statua della madonna a Santa Maria di Castellabate, nel rione

- Monumento ai caduti: una statua di un soldato, realizzata da Michele Guerrisi nel 1926 a piazza Lucia, che sovrasta l'elenco dei cittadini del comune caduti in guerra durante i due conflitti mondiali. Alla base di questo è collocato un cannone restaurato da battaglia utilizzato nei conflitti.
- Monumento ai caduti del mare: posto nel piazzale di punta dell'Inferno a ricordo dei caduti del sommergibile italiano affondato al largo di Licosa da parte degli inglesi dopo la firma dell'armistizio durante la seconda guerra mondiale.
- Statua di Santa Maria a Mare: una statua di bronzo posta sul fondale marino antistante la frazione di Santa Maria su iniziativa dei sub a protezione delle loro immersioni.
- Statua della Madonna posta nella Marina Piccola.
- Statua della Madonna a Punta dell'Inferno.
- Statua della Madonna al bivio Sant'Andrea.

### Aree naturali
Il territorio di Santa Maria è interamente compreso nell'area del parco nazionale del Cilento, Vallo di Diano e Alburni. L'area verde più importante della frazione, adibita anche come parco-giochi per bambini, è la pineta di villa Matarazzo, facilmente accessibile perché collocata nel cuore del paese a ridosso del corso principale Andrea Matarazzo.

## Società

### Dialetto
Il dialetto che parlano i marinesi è il cilentano, ma con alcune varianti e peculiarità che lo differenziano da quello dei paesi limitrofi (uso della "e" al posto della "i" per una serie di vocaboli e per l'articolo determinativo "u" invece di "lu"). È molto simile al dialetto cilentano meridionale specie per quanto riguarda la pronuncia chiara e distinta delle vocali finali (a differenza degli altri dialetti campani che le indeboliscono), la doppia "l" che diventa doppia "d" e l'uso del doppio congiuntivo ("si u sapia, tu dicia", in italiano "se lo sapessi, te lo direi").

### Religione

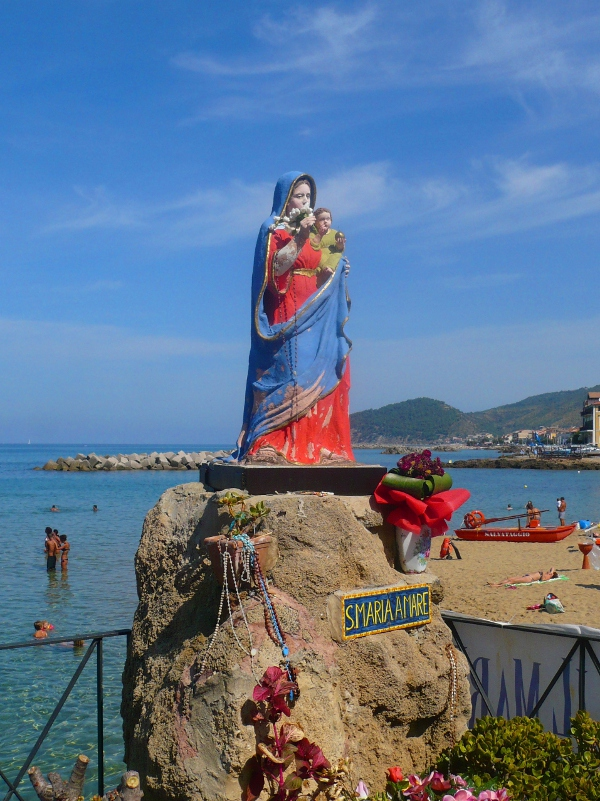
Statua di santa Maria a Mare in

Santa Maria affonda le sue radici storiche nella cultura cristiana, essendo stata amministrata per diversi secoli dai benedettini della Badia di Cava. La maggioranza della popolazione locale è di religione cristiana (Chiesa cattolica). Nella frazione è molto diffusa la venerazione per la santa patrona Santa Maria a Mare. È la sede della parrocchia di Santa Maria a Mare, che appartiene alla diocesi di Vallo della Lucania.
Chiesa di Santa Maria a Mare

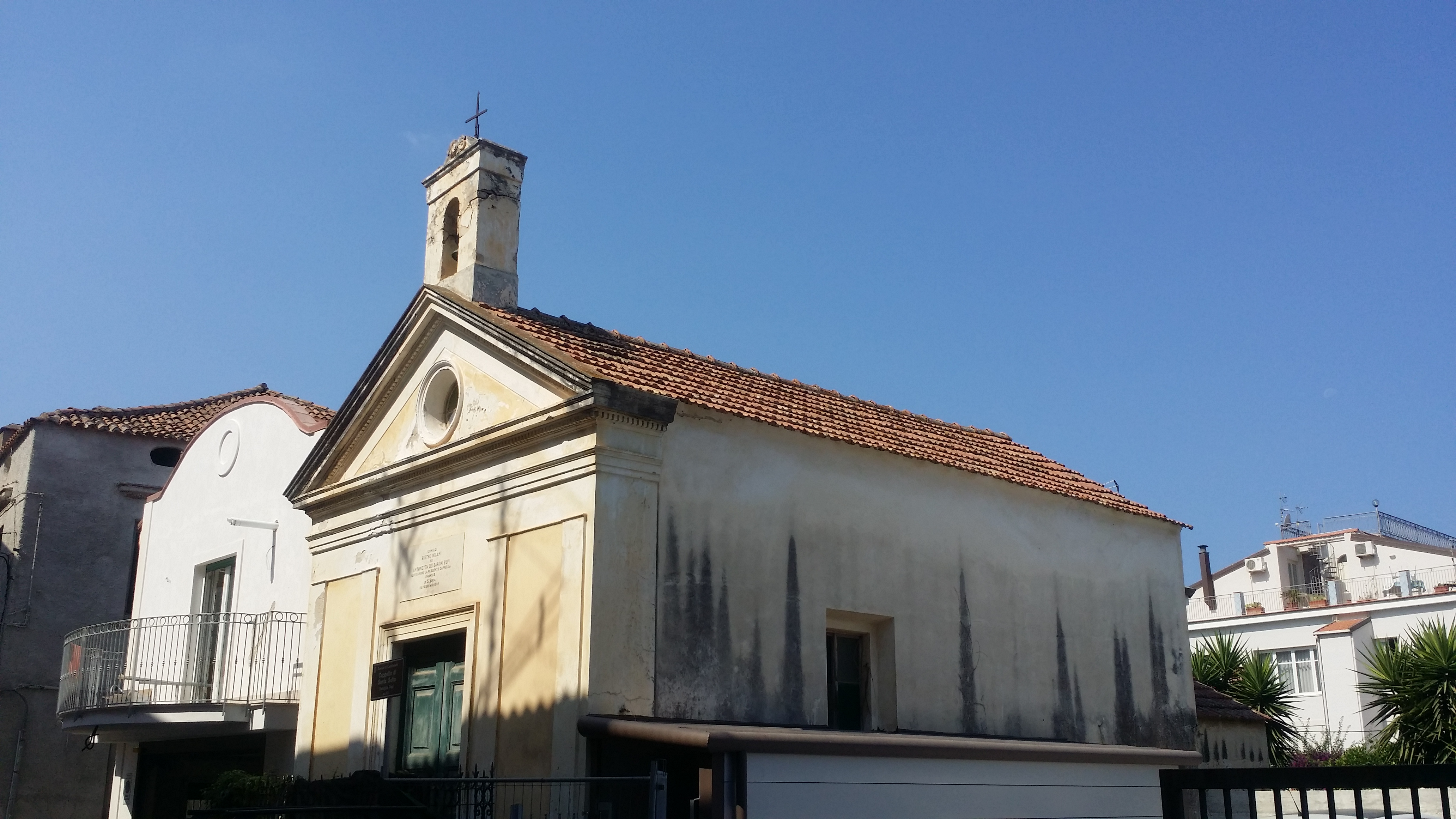
Cappella di Santa Sofia a Santa Maria a Mare.

Il Santuario di Santa Maria a Mare, situato a Castellabate, in particolar modo nella frazione di S.Maria nei pressi della spiaggia di Marina Piccola. La scelta di dedicare il tempio di culto a S.Maria a Mare è dovuta al fatto che a quel tempo tra la gente del posto vi erano numerose famiglie giunte da Maiori con l'emigrazione del XVIII secolo che portò molti pescatori amalfitani nel territorio di Castellabate. Questi ultimi, molto legati alle loro tradizioni ed origini, portarono con sé la devozione per Santa Maria a Mare, alla quale intitolarono anche la chiesa del loro paese natale. I lavori di edificazione terminarono nel lontano 1836, e dopo varie ristrutturazioni nel 2007 la chiesa di Santa Maria a Mare è stata elevata a santuario mariano.
Ogni 15 agosto dell'anno, si tiene la festa religiosa e patronale di Santa Maria a Mare, protettrice e patrona della città.
Nel 2017 è stato finito il restauro nella badia di Cava de' Tirreni della statua di Santa Maria a Mare e riportata nell'omonima chiesa.

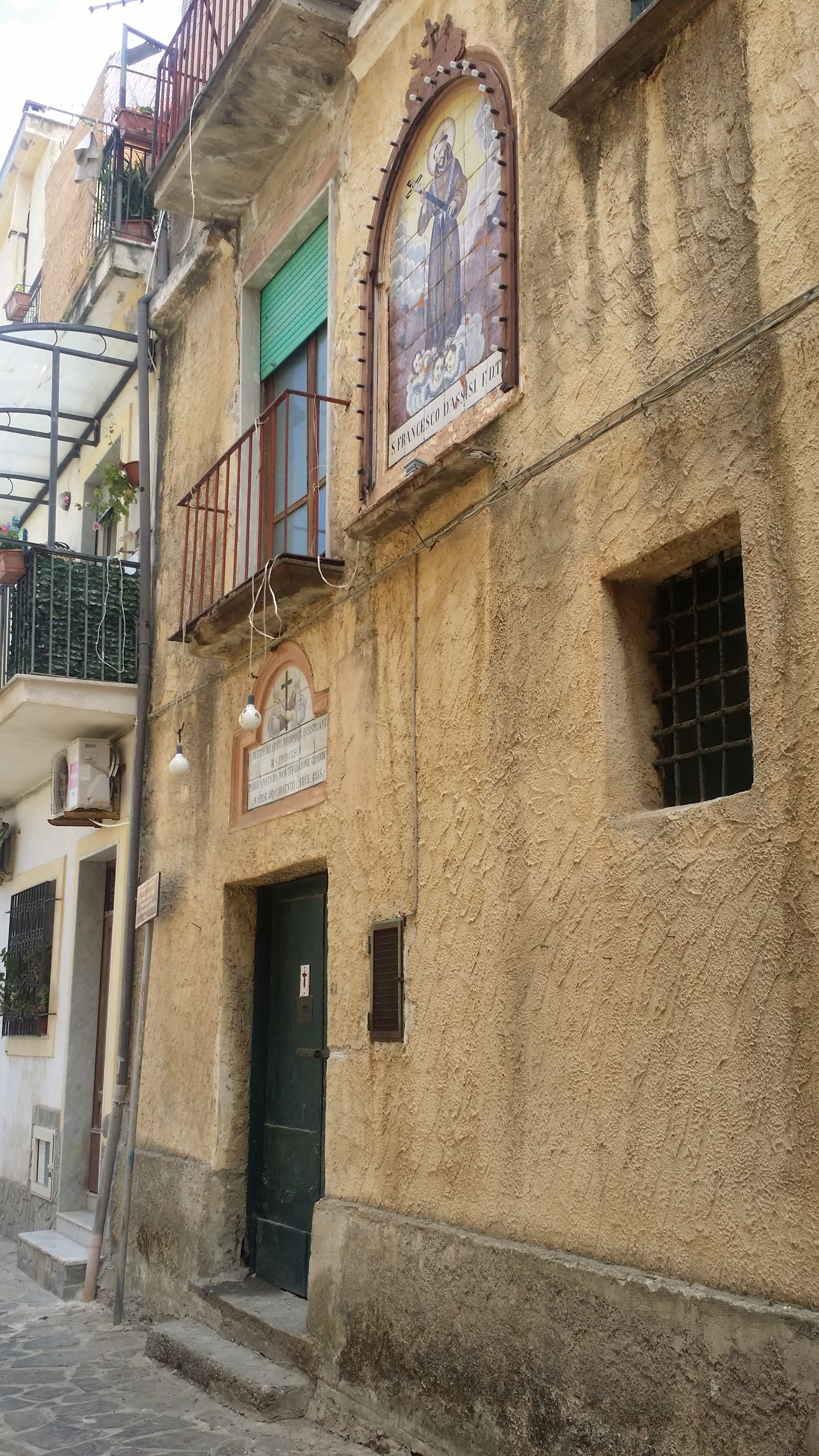
Facciata dell'ex ricovero dei frati di San Francesco d’Assisi del 1885 a Santa Maria a Mare.

Ricovero dei frati predicatori riformati di San Francesco d'Assisi
È stato fondato un ricovero dei frati predicatori riformati di San Francesco d'Assisi da padre Amato da Montefalcione nel 1855, attualmente è chiuso da circa mezzo secolo e la piccola struttura si trova inglobata in altra abitazioni.
Cappella di Santa Sofia
La cappella gentilizia venne edificata il 12 febbraio del 1903 su volere dei coniugi Pietro Milani e la baronessa Antonetta Pepi, ed ispirati dai monaci basiliani che si erano rifugiati a Santa Maria di Castellabate già da tempo. È situata lungo il corso principale di Santa Maria a Mare. La cappella è attualmente chiusa alle celebrazioni liturgiche.

## Cultura

### Scuole
Hanno sede a Santa Maria una scuola dell'infanzia; una scuola primaria e una scuola media inferiore.

### Biblioteche

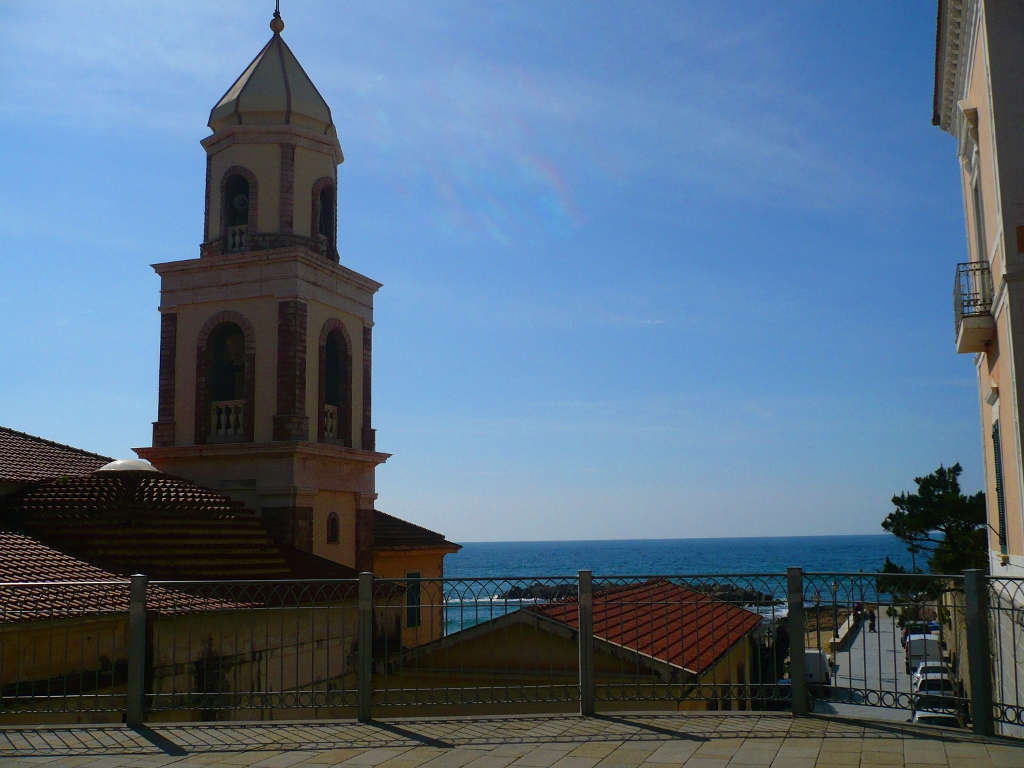
Il campanile santuario di Santa Maria a mare e la biblioteca parrocchiale di fianco

- Biblioteca Parrocchiale, a Santa Maria in via Naso[17];
- Biblioteca del Calcio Andrea Fortunato, a Santa Maria in villa Matarazzo[18]

### Musei
- Museo del Mare, ha sede a villa Matarazzo e contiene i reperti archeologici rinvenuti nelle acque circostanti come le anfore trasportate attorno al I secolo a.C. provenienti da un relitto romano immerso ad oltre 40 metri al largo di punta Licosa e riportato alla luce nel 1990[19].
- Museo del calcio Andrea Fortunato: espone le magliette da calcio autografate di svariati giocatori professionisti[18].

### Media

#### Stampa
- Rivista mensile L'Editoriale[20]

#### Radio
- Radio Amore (ex Radio Santa Maria)[21]

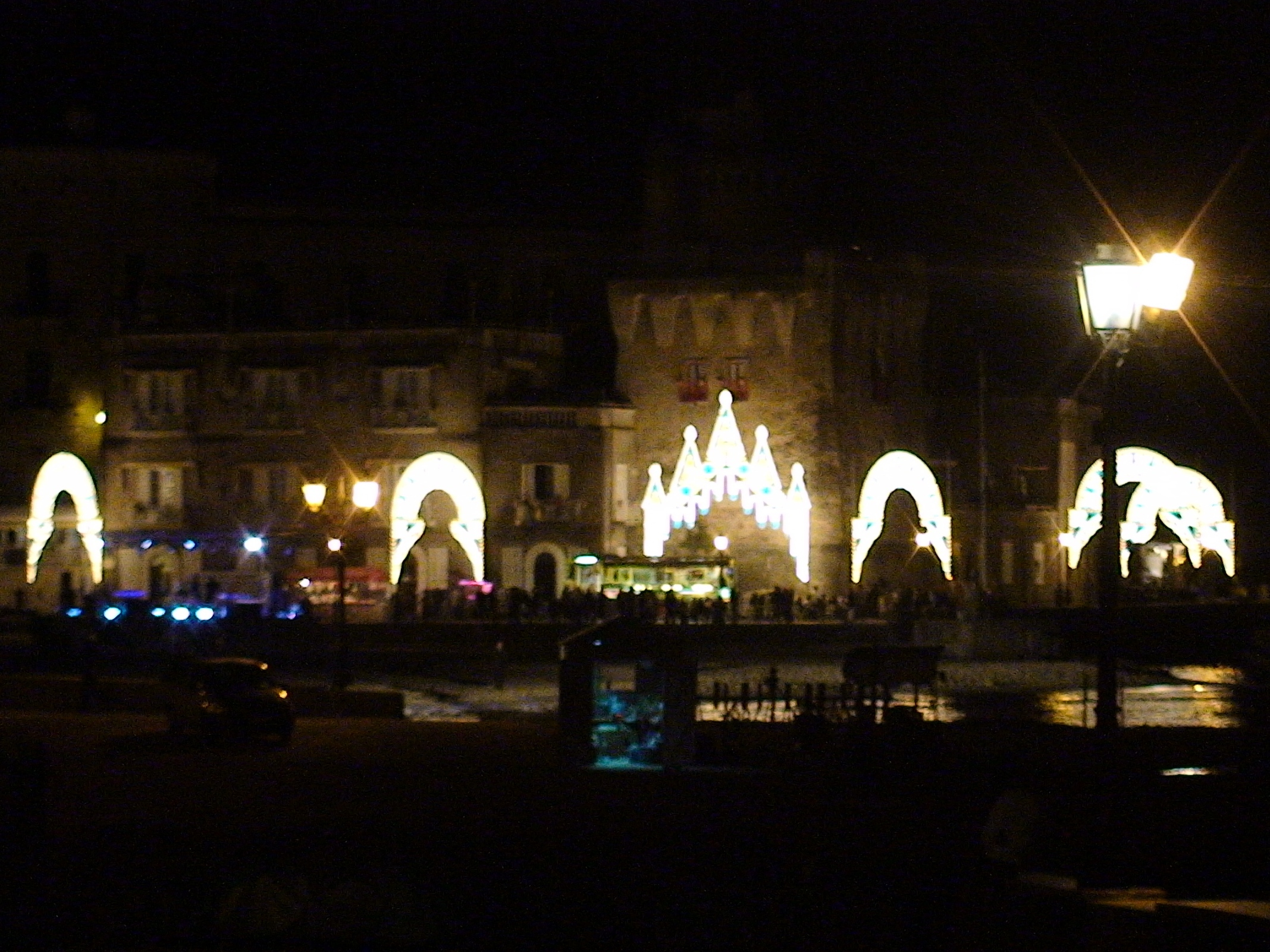
Una parte del set cinematografico di "Benvenuti al Sud", in Marina Piccola

### Cinema
Lista dei film girati in parte a Santa Maria di Castellabate:
- Cavalli si nasce (1989), di Sergio Staino, girato presso porto delle Gatte[22].
- Noi credevamo (2009), di Mario Martone ha avuto tra le sue location il porto delle Gatte e il mare di Santa Maria. Le riprese nella cittadina cilentana sono durate dal 24 al 27 maggio del 2009[22];
- Benvenuti al Sud (2010), di Luca Miniero. La pellicola è ambientata a porto delle Gatte e Marina Piccola[22].
- Benvenuti al Nord (2011), di Luca Miniero. Le principali location del film sono state il lungomare Tommaso Perrotti e il porto delle Gatte[23].
- Il pesce pettine (2013), di Maria Pia Cerulo[24].

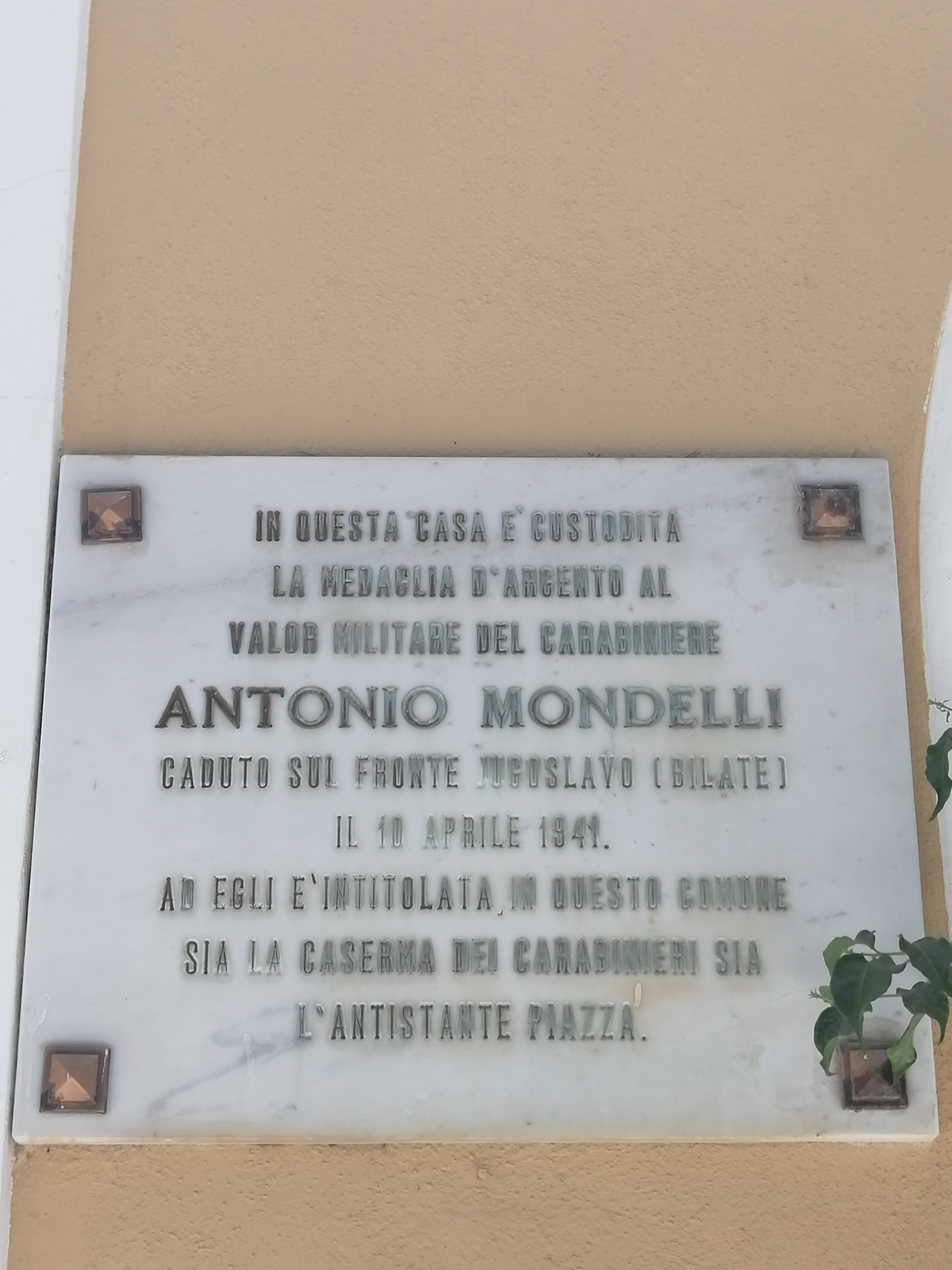
Lapide in pietra indicante la casa in cui visse il carabiniere Antonio Mondelli morto in Jugoslavia durante la seconda guerra mondiale il 10 aprile 1941, posta al suo ingresso. La lapide indica pure che all'interno dell'abitazione i suoi parenti custodiscono la medaglia in argento per gli atti eroici del carabiniere morto in guerra e che gli è stata dedicata la piazza antistante e la caserma dei carabinieri presente attualmente in villa Matarazzo.

### Dediche
È stata posta una lapide in pietra sulla facciata esterna ed ingresso della ex casa del carabiniere Antonio Mondelli, per ricordare la sua morte avvenuta durante la seconda guerra mondiale. All'interno della sua abitazione i parenti hanno conservato una croce d'argento per le gesta eroiche in Jugoslavia. A lui sono dedicati con il suo nome la piazza antistante e la caserma dei carabinieri di Santa Maria di Castellabate presente in villa Matarazzo.

### Cucina
- fichi impaccati;
- "fichi con la cioccolata

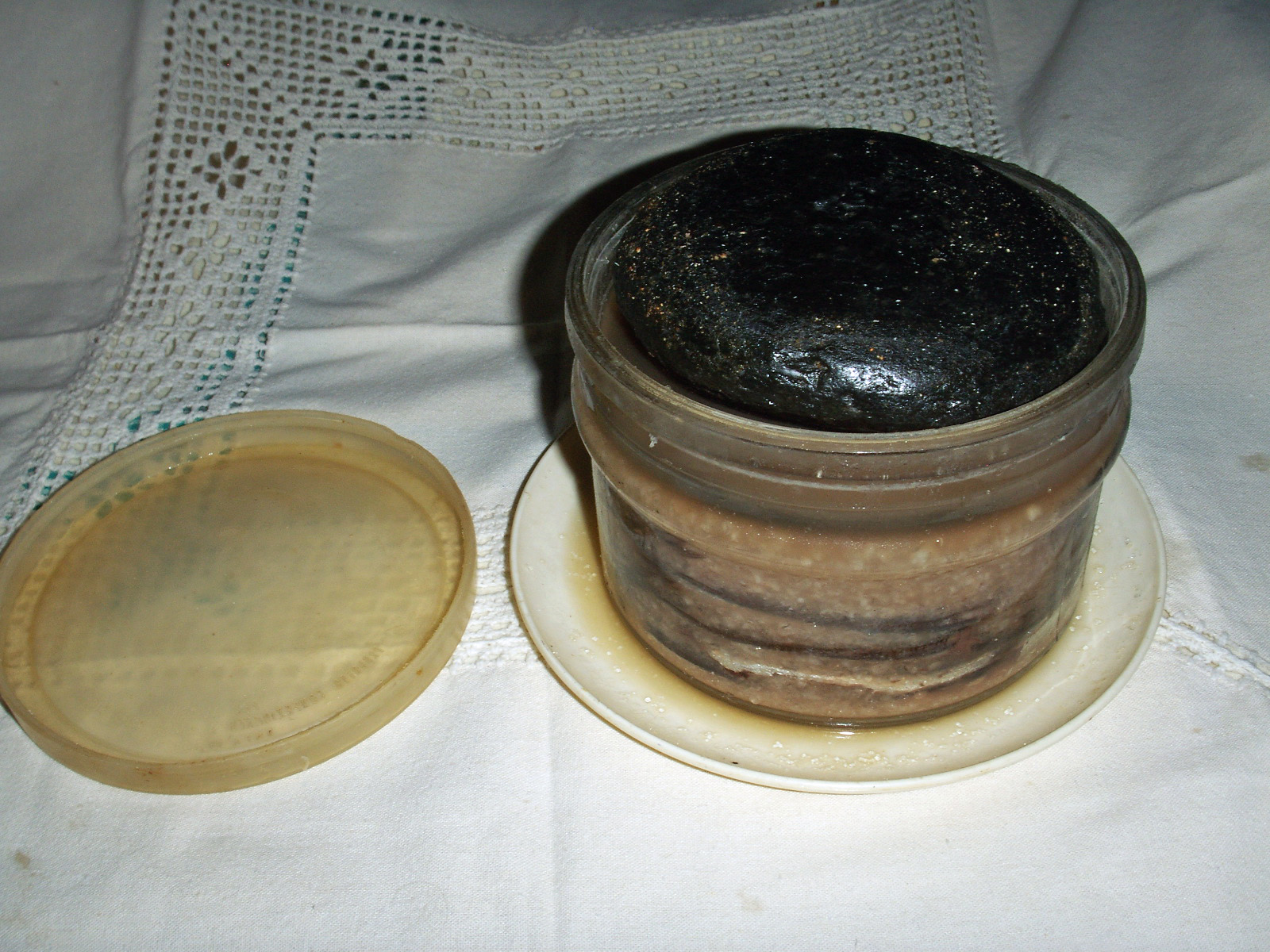
La preparazione delle alici sotto sale

- "scauratielli" (zeppole zuccherate);
- "nocche" (pasticelle con crema o cioccolata);
- alici "marinate" (immerse in aceto o limone);
- alici "in tortiera" (ricoperte col pane grattugiato);
- alici sotto sale;
- alici "mbuttunate" (farcite, ripassate nell'uovo e fritte);
- pizza cilentana;
- acquasale;
- ciambota;
- "fusilli alla cilentana" (con carne e formaggio di capra);
- "zeppole cu'i sciuriddi" (zeppole con i fiori di zucca)[25][26].

### Eventi

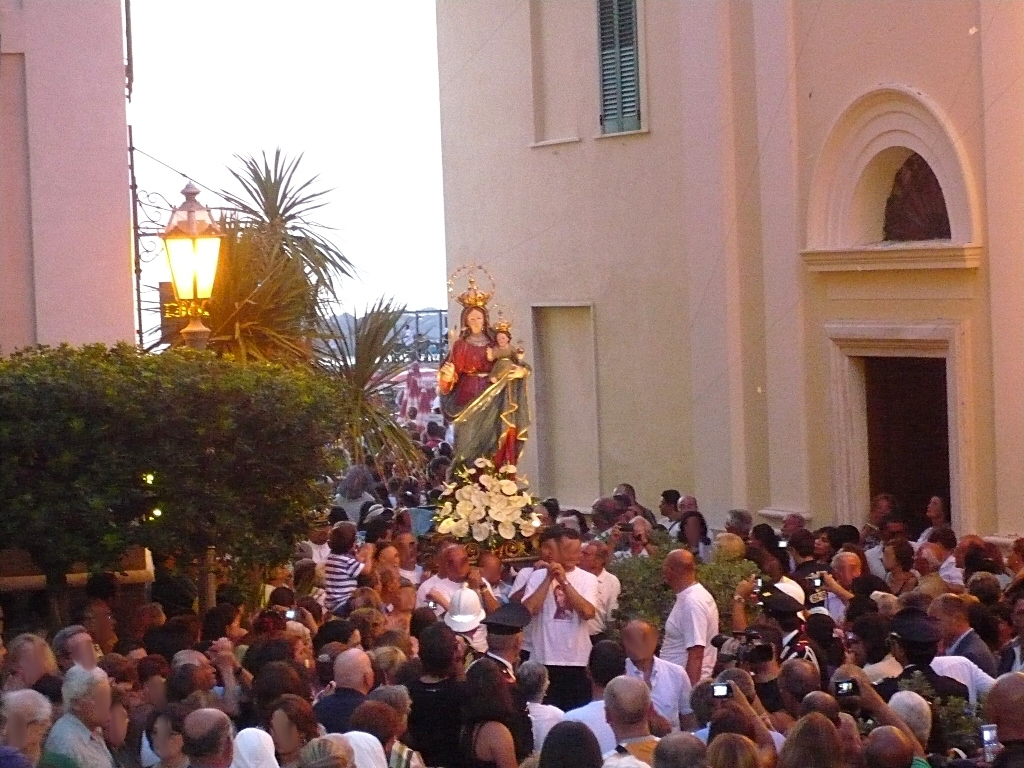
La processione della statua di Santa Maria che si conclude con il ritorno della statua nella chiesa di Santa Maria a mare

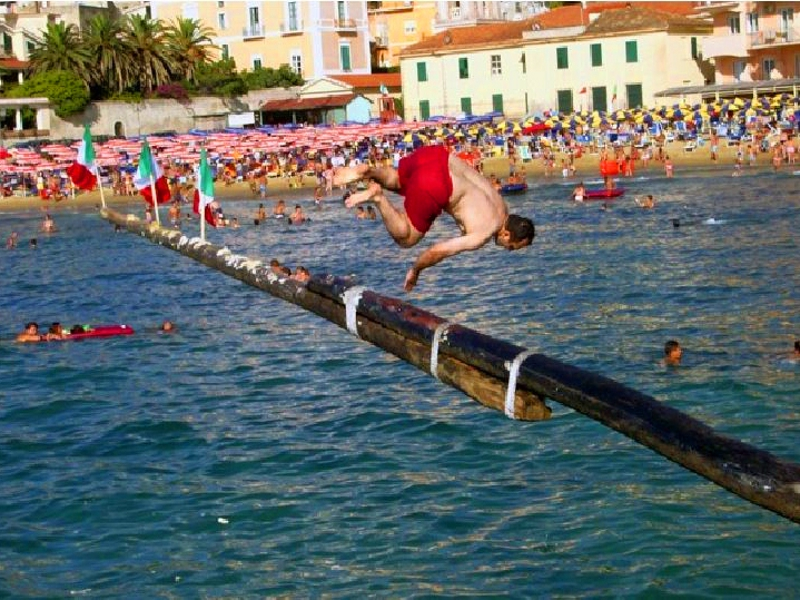
Il gioco ad acqua stuzza.

- Libri meridionali, Vetrina dell'editoria del Sud: è una manifestazione culturale nata nell'estate del 1990 che si svolge tra villa Matarazzo e il castello dell'abate. Si tratta di una carrellata di incontri culturali, presentazioni di libri e dibattiti associati anche a serate enogastronomiche, mostre di pittura, rappresentazioni teatrali, proiezioni di filmati e opere musicali che vede la presenza ogni anno in loco di diverse case editrici del Mezzogiorno. La rassegna era nata inizialmente con lo scopo di promuovere l'editoria cilentana per poi ampliare col trascorrere degli anni a tutto il meridione la sua portata[27];
- la Stuzza (14 agosto), una prova di abilità che si tiene da oltre un secolo nelle acque antistanti la Marina Piccola nella a Santa Maria. Il gioco consiste nel recuperare tre bandierine poste all'estremità di un palo di circa 17 metri, sospeso orizzontalmente e cosparso di grasso al fine di renderlo estremamente scivoloso. Il vincitore della gara è colui che camminando sul palo senza scivolare in acqua riesce a raccogliere la bandierina più lontana. Alla manifestazione possono partecipare come da tradizione solo i ragazzi residenti o quelli originari della frazione di sesso maschile. La Stuzza ha uno stretto rapporto con la festa in onore di Santa Maria a Mare del 15 agosto[28];
- la festa di santa Maria a Mare (15 agosto) a Santa Maria. La festa si caratterizza per la processione per le vie del paese e lo spettacolo dei fuochi artificiali di mezzanotte in mare. Il 13 agosto si svolge la fiera. Gli abitanti della frazione il 13, 14 e 15 agosto non frequentano le spiagge per tradizione;
- i Giochi della Contea (mese di settembre) dove le varie contrade (Centro storico, Isca della Chitarra, Sant'Andrea, punta dell'Inferno) di Santa Maria si sfidano nel “terreno” di Marina Piccola in giochi come la corsa coi sacchi, la corsa con le carriole, la spaghettata, l'albero della cuccagna, le pignatte e il tiro alla fune per decretare quale sarà la contrada vincitrice del Palio;
- Premio Leucosia: si svolge nel parco di villa Matarazzo la prima settimana di settembre. Questo premio è un riconoscimento per coloro che con la loro opera hanno fatto conoscere il Cilento oltre i suoi confini naturali. La manifestazione ha preso un respiro internazionale con il progetto "Sulle orme di Ulisse" che favorisce il gemellaggio tra tutte le zone che Ulisse toccò nel suo viaggio di ritorno da Troia ad Itaca[29].

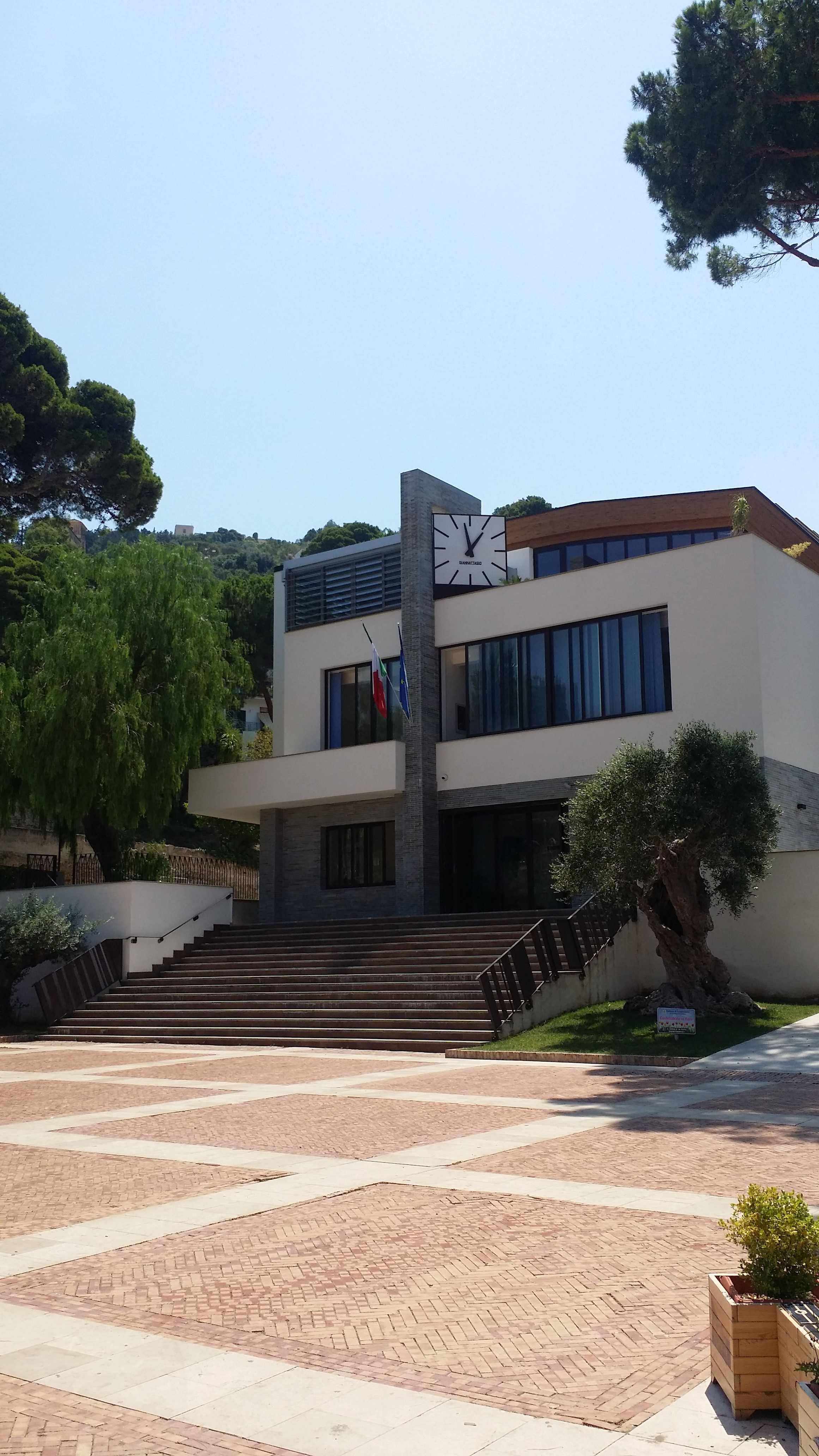
Facciata del comune di Santa Maria a Mare nella piazza principale del paese, piazza Lucia.

## Geografia antropica
Santa Maria è la frazione più popolosa del comune di Castellabate, di cui ne è anche la sede. Il suo centro abitato si estende fra piazza Matarazzo, nei pressi dell'omonima villa e capolinea degli autobus, e piazza Lucia (sede della casa comunale), attraversate dal corso pedonale Andrea Matarazzo, il salotto dello shopping. Il centro storico, con le abitazioni più caratteristiche, è collocato nei pressi dell'approdo denominato "Porte le Gatte". A causa dell'incremento turistico negli ultimi 30 anni del XX secolo, il paese si è molto sviluppato urbanisticamente dalla pianta originaria, inglobando gli abitati periferici di Lago e valle Sant'Andrea. Ciò ha fatto inoltre registrare un cospicuo incremento demografico, che la vede attualmente una delle più popolose frazioni dell'intera provincia.

## Infrastrutture e trasporti

### Comune
La sede comunale si trova in piazza Lucia. Il comune di stile architettonico moderno è stato ristrutturato completamente dal 2015 al 2018.

### Strade
Il principale collegamento stradale è la ex strada statale 267, declassata in strada regionale.
I tratti che collegano il territorio ai comuni limitrofi sono:
- Strada regionale 267/b Agropoli(ospedale)-innesto SP 430(svincolo Agropoli sud)-innesto SP 15(San Pietro)-innesto SP 237(Sant'Andrea), principale collegamento con Agropoli e la strada provinciale 430;
- Strada regionale 267/c Innesto SP 237(Sant'Andrea)-bivio Montecorice-bivio Agnone-Innesto SP 15(Acciaroli), principale collegamento con Pollica, Casal Velino e la strada regionale 447

Le strade provinciali che attraversano la frazione sono:
- Strada provinciale 61 innesto SP 15-Madonna della Scala-Castellabate-Santa Maria-Innesto SR 267;
- Strada provinciale 237 bivio Sant'Andrea-Lago.

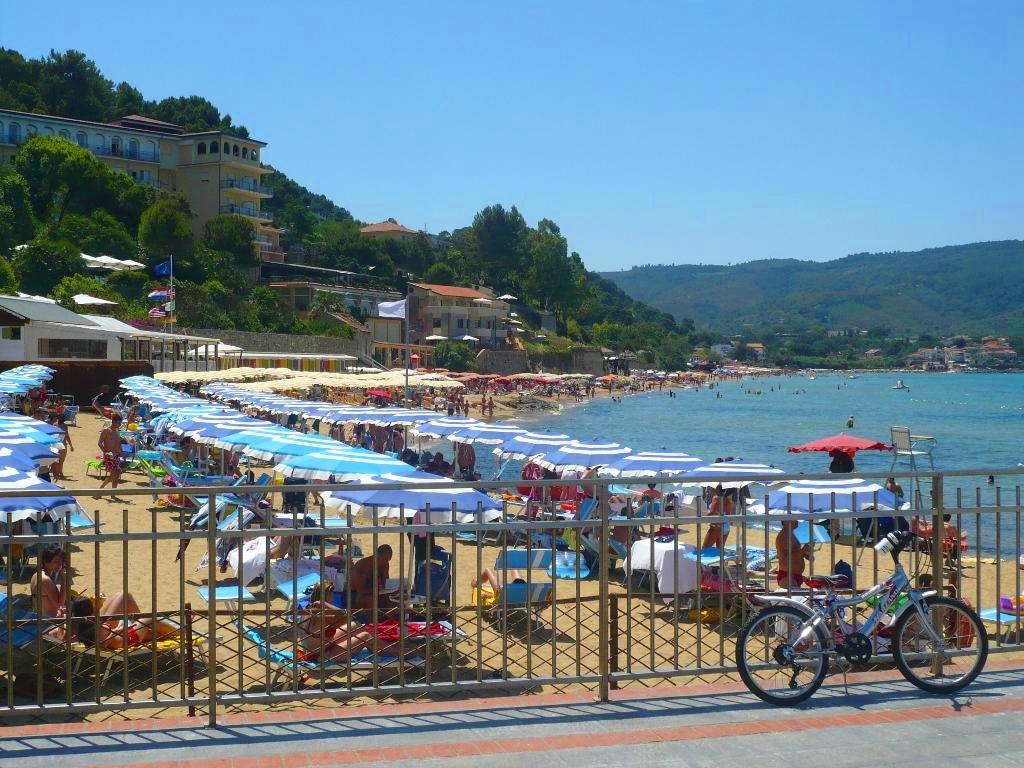
La spiaggia Pozzillo

### Mobilità urbana
Il servizio di mobilità urbana tra le varie frazioni comunali è svolto mediante autobus dalla società cooperativa SMEC autotrasporti. Il servizio interurbano è espletato mediante gli autobus cadenzati della CSTP lungo la tratta da Salerno (da Napoli nel periodo estivo) a Acciaroli e da Castellabate a Vallo della Lucania.

## Economia
Santa Maria è una località balneare, molto ricettiva d'estate, che fa del turismo la sua principale attività economica. Ciò è dovuto alla posizione nel parco nazionale del Cilento, Vallo di Diano e Alburni, alla buona qualità delle acque (che dal 1999 ogni anno le frutta la bandiera blu) ed anche alla relativa semplicità di collegamento con centri come Napoli e Salerno.

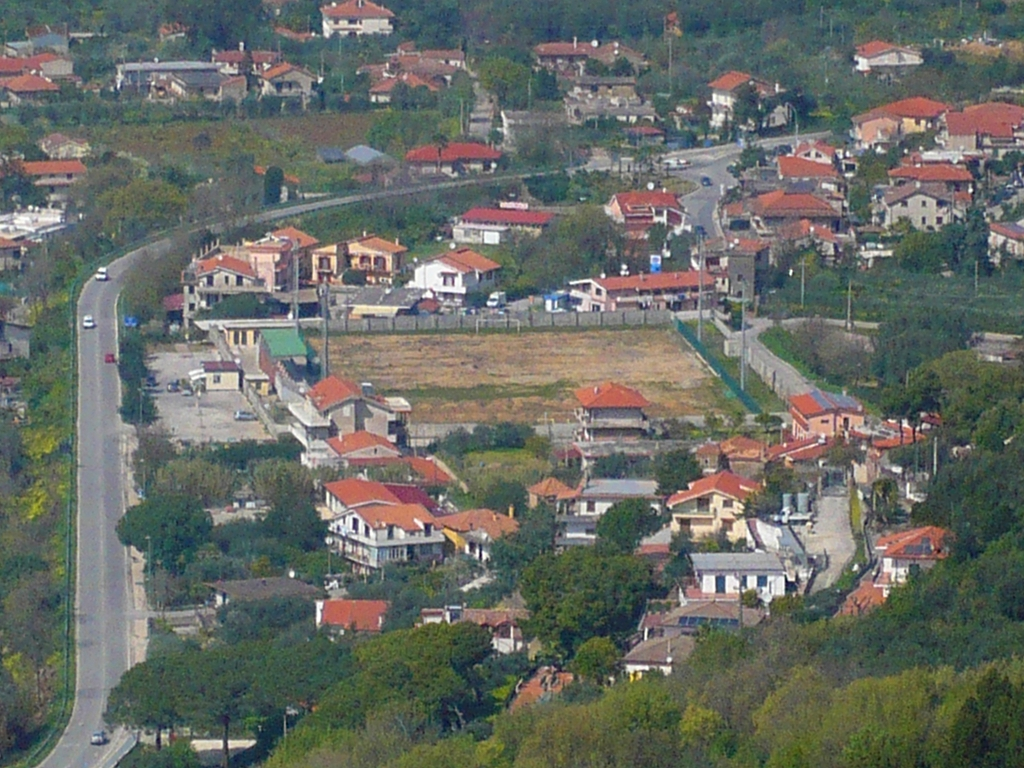
Il campo Antonio Carrano visto dall'alto.

## Sport
Ha sede nel comune la Polisportiva Santa Maria 1932 che nella stagione 2024-2025 milita in Eccellenza Campania. Negli ultimi anni si contano alcune partecipazioni alla Serie D.
Nel calcio a 5 femminile sono due le squadre marinesi iscritte al campionato di serie C2: il Santa Maria a Mare (colori sociali bianco-rosso) e il Donnaluna Castellabate (colori sociali bianco-blu).
È presente anche una squadra di pallavolo maschile e femminile: la "Tecnocasa volley Santa Maria", che disputa le partite interne nella palestra Luigi Guercio a Santa Maria.
Altro sport praticato è il tennistavolo. È della frazione marina di Castellabate l'Asd tennistavolo Cilento Santa Maria 2010, una squadra di tennistavolo maschile che partecipa con due squadre al campionato regionale campano: una in serie D1 girone C, l'altra in D2 girone C. I colori sociali sono il giallo-rosso e le partite interne hanno luogo nella palestra Panebianco.
L'impianto sportivo più importante della frazione è il campo sportivo comunale Antonio Carrano, con la sua superficie di gioco in erba sintetica.
Dal 2002 a giugno sulla spiaggia di Marina Piccola si tiene il torneo di beach soccer.
Il 17 novembre 2008 Santa Maria ha ospitato la Coppa del Mondo vinta dagli azzurri nel 2006.
Nel luglio del 2010 la spiaggia di Marina Piccola ha ospitato una tappa dell'International beach tennis master tour. I vincitori sono stati le coppie Maldini/Meliconi e D'Elia/Visani.